# Léonce Élie de Beaumont
Léonce Élie de Beaumont (ur. 25 września 1798 w Canon, zm. 21 września 1874 tamże) – francuski geolog, profesor geologii, współtwórca pierwszych map geologicznych Francji.

## Życiorys
Profesorem geologii został w 1831. Od 1833 był naczelnym inżynierem górnictwa. Był członkiem Francuskiej Akademii Nauk (od 1853 stałym sekretarzem) i Royal Society w Londynie.